# Isotheciopsis amoena
Isotheciopsis amoena là một loài Rêu trong họ Hypnaceae. Loài này được (M. Fleisch. ex Broth.) Nog. mô tả khoa học đầu tiên năm 1970.